# Gräberfeld von Greby
Das Gräberfeld von Greby mit etwa 200 Hügelgräbern und Steinsetzungen liegt nördlich von Grebbestad in der Gemeinde Tanum in Västra Götalands län. Es ist eines der größten Gräberfelder an der schwedischen Westküste.

## Beschreibung
Das Gräberfeld bedeckt eine Fläche von etwa 300 × 210 Metern, auf der sich 68 runde Grabhügel, 54 Langhügel, 47 runde Steinsetzungen, 12 ovale Steinsetzungen und 38 Bautasteine befinden. 28 Bautasteine stehen auf Grabhügeln oder in Steinsetzungen. Die Grabhügel und Steinsetzungen variieren in ihren Abmessungen stark. Mehrere Grabhügel sind in der Mitte eingetieft, in einer der Gruben liegt ein Findling. Die Bautasteine sind zwischen 1,4 und 2,9 Meter hoch und zwischen 0,5 und 1,5 Meter breit. Mehrere Steine sind umgefallen, zwei wurden 1977 wieder aufgerichtet. Im nördlichen Teil des Feldes stehen vier große Steinplatten nebeneinander, von denen eine mit einem Radkreuz und einem Kreissegment verziert ist.

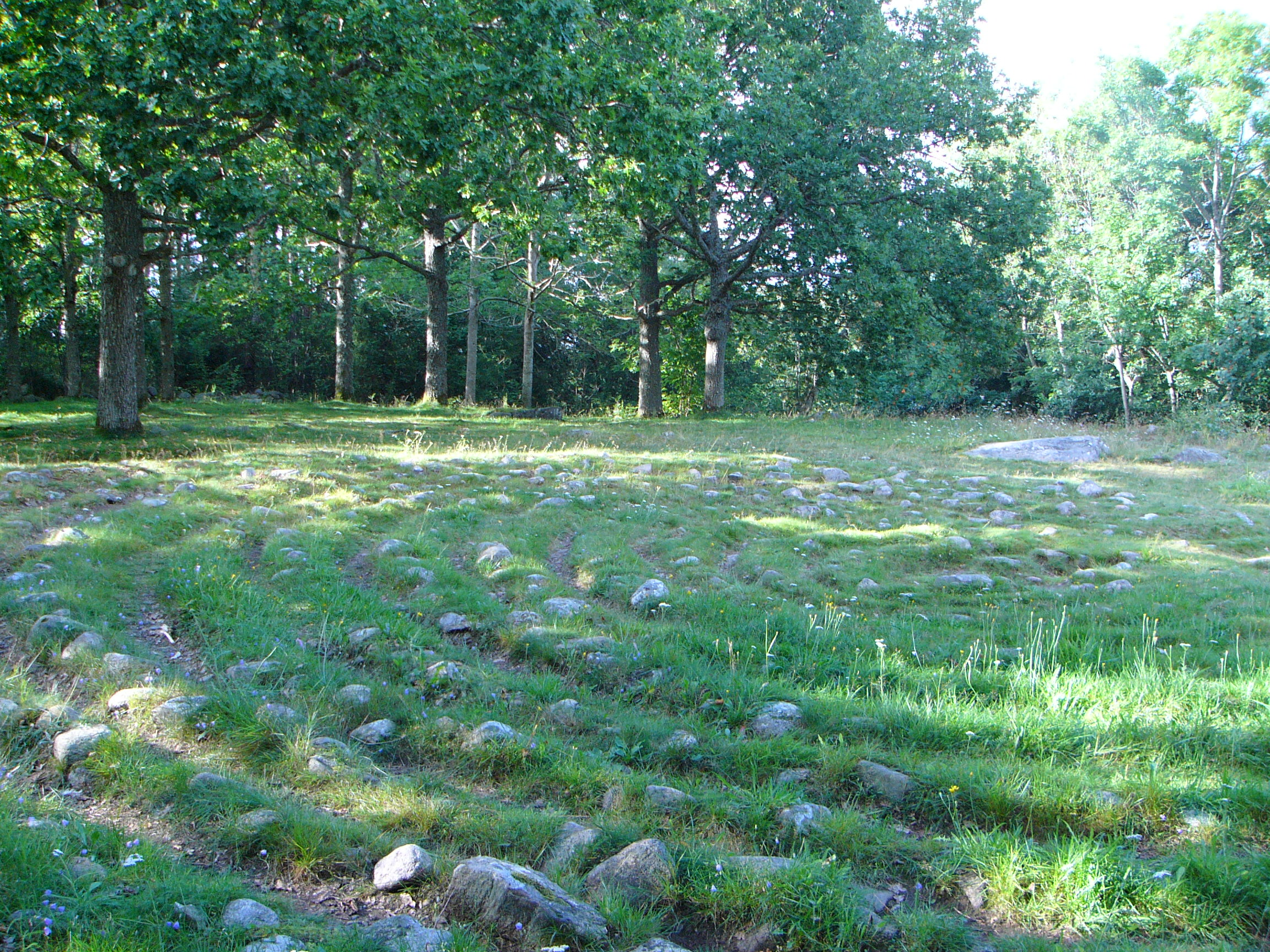
Trojaburg von Ulmekärr

Der Archäologe Oscar Montelius (1843–1921) fand 1873 bei der Untersuchung von elf Gräbern Graburnen mit Grabbeigaben wie Fragmenten von Knochenkämmen, Perlen und Handspindeln; in einem Grab befand sich eine Fensterurne. Die Gräber bestanden aus einer Lage Feldsteine, die mit Erde und Sand überdeckt war; auf dem Grund der Gräber befand sich eine Aschelage, die nach Montelius’ Ansicht von der Leichenverbrennung stammte. Montelius datierte das Gräberfeld auf das 4. und 5. Jahrhundert n. Chr.
In der näheren Umgebung liegen die Steinsetzungen von Sövall, Valbret’s Grav  und die Trojaburg von Ulmekärr aus der Bronzezeit.

## Interpretation
Nach einer von Axel Emanuel Holmberg (1817–1861) überlieferten lokalen Tradition wurden auf dem Gräberfeld schottische Krieger begraben, die an die schwedische Westküste gekommen waren und nach Raubzügen unter Valbret in einer Schlacht gegen die Germanen fielen. Diese mündlich überlieferte Erklärung wird allerdings nicht durch die Funde gestützt.
Nach Ansicht der Archäologen Lasse und Kristina Bengtsson gehörte das Gräberfeld zu einem Handelsplatz, der vermutlich im 6. Jahrhundert n. Chr. aufgegeben wurde. Dafür sprächen nicht nur die für Schweden unüblichen Keramiken, sondern weitere Funde in der Umgebung, wie auch einige Ortsnamen, die auf einen im 5. Jahrhundert nutzbaren Seehafen bei Grebbestad hinwiesen.